# Michael DeMello
Michael DeMello (* 13. Februar 1974 in Fall River, Massachusetts) ist ein US-amerikanischer Schauspieler.

## Leben
DeMello arbeitet als Darsteller in US-Serien und US-Filmen.
Er spielte Rollen in The Great Debaters – Die Macht der Worte (The Great Debaters) und in Shuttle – Endstation Alptraum! (Shuttle) sowie in Surrogates – Mein zweites Ich (Surrogates). Andere Rollen spielte er in Der Kaufhaus Cop (Paul Blart: Mall Cop) und in Der Womanizer – Die Nacht der Ex-Freundinnen (Ghosts of Girlfriends Past) sowie in Difficult People.
Daneben sah man ihn als Gregory in Joy – Alles außer gewöhnlich (Joy) und als Dana Kazmir in Elementary. Weiter spielte er Murphy in der US-Horrorkomödie Condemned sowie Mikey in Sneaky Pete. In Naomi & Ely – Die Liebe, die Freundschaft und alles dazwischen (Naomi and Ely’s No Kiss List) spielte er Bouncer. In der US-Fernsehserie Brotherhood spielte er Billy Vatilione.

## Filmografie (Auswahl)
- 2007: The Great Debaters – Die Macht der Worte (The Great Debaters)
- 2008: Brotherhood
- 2008: Shuttle – Endstation Alptraum! (Shuttle)
- 2009: Surrogates – Mein zweites Ich (Surrogates)
- 2009: Der Kaufhaus Cop (Paul Blart: Mall Cop)
- 2009: Der Womanizer – Die Nacht der Ex-Freundinnen (Ghosts of Girlfriends Past)
- 2014: Elementary (Fernsehserie, Episode 3x05)
- 2015: Condemned
- 2015: Naomi & Ely – Die Liebe, die Freundschaft und alles dazwischen (Naomi and Ely’s No Kiss List)
- 2015: Joy – Alles außer gewöhnlich (Joy)
- 2015, 2017: Sneaky Pete (Fernsehserie, 3 Episoden)